# Saphirspint

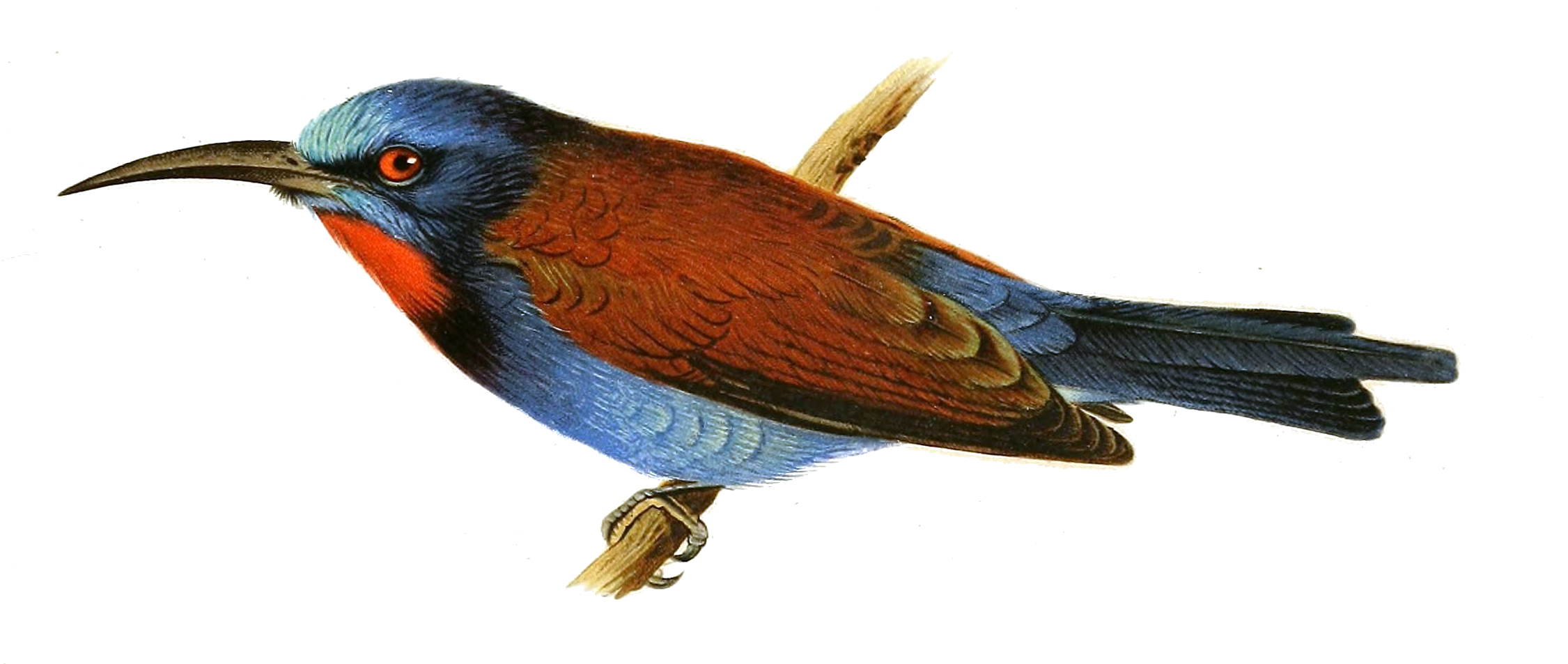
Zeichnung Philogène Wytsman (d. 1925) - Genera Avium

Der Saphirspint (Merops muelleri) ist ein Vogel aus der Familie der Bienenfresser (Meropidae).
Die Art ist monotypisch. Früher wurde sie mitunter zusammen mit dem Purpurspint (Merops gularis) in die Gattung Meropiscus gestellt und auch in die Gattung der Feldspinte (Melittophagus). Ferner wurde die Art als konspezifisch mit dem Türkisbartspint (Merops mentalis) angesehen. Das Artepitheton bezieht sich auf den Ornithologen Johann Wilhelm von Müller.
Der Saphirspint ist ein Standvogel und kommt von Kamerun bis zur Demokratischen Republik Kongo und Kenia vor.
Das Verbreitungsgebiet umfasst tropischen Regenwald, Lichtungen, Waldränder und -wege. Die Art hält sich bevorzugt im Waldesinneren auf.

## Beschreibung
Der Saphirspint ist 19 cm groß (+zentrale Schwanzfedern von bis zu 3 cm) und wiegt zwischen 24 und 33 g. Das Männchen hat auffallende weiße Stirnfedern, einen blassblauen Scheitel, einen purpurfarbenen Nacken, schwarze Kopfseiten, ein scharlachrotes, schwarz umrandetes Kinn und schwarze Ohrdecken. Die Iris ist dunkelrot. Oberseite und Flügel sind dunkel kastanienbraun, der rechteckige Schwanz ist oben blau-schwärzlich und unten schwarz. Die Unterseite ist purpurblau. Die Geschlechter unterscheiden sich nicht, manche Weibchen haben Olivtöne im Kastanienbraun und etwas Grün in den blauen Gefiederabschnitten. Jungvögel sind schlichter gefärbt und noch ohne angesetzte Kehle und an Scheitel, Wangen und Rücken leicht olivfarben.
Der ähnliche Purpurspint (Merops gularis) ist kleiner, hat kein Kastanienbraun und ist hell himmelblau an Rumpf und Unterschwanzdecken.

## Stimme
Der eher selten zu hörende Ruf des Männchens wird als „sip“, „slip“, „slip-slip“ und als hochtöniger kurzer Triller beschrieben, auch als „tsee-sup“ oder „trrri-wit!“.

## Lebensweise
Die Nahrung besteht aus Honigbienen, fliegenden Ameisen, Schmetterlingen und anderen fliegenden Insekten, die von einem Ansitz aus in kurzen Beuteflügen gefangen werden.
Die Brutzeit liegt in Kenia zwischen Januar und Mai. Ihre Nisthöhlen graben die Vögel in Uferbänke. Das Gelege besteht aus bis zu 3 Eiern.

## Gefährdungssituation
Der Bestand gilt als nicht gefährdet (Least Concern). Der Populationstrend wird jedoch aufgrund von Habitatverlust und Überweidung als rückläufig eingestuft.